# Cloanto

A "pipás" logó

A "Boing Ball" logó

Cloanto gyűjtőneve egy olaszországi alapítású cégcsoportnak, melyet Mike Battilana alapított és vezet. A fő profil szoftverfejlesztés, illetve a Commodore Amigákhoz kapcsolódó szerzői jogok és védjegyek védelme, technikatörténeti hagyományőrzés.

## Cégcsoport
- A Cloanto IT srl. cég 1987-ben alakult Udinében,[3] melyben a szoftverfejlesztés zajlik.
- A Cloanto Corporation 1998. június 15-én alakult a nevadai Las Vegasban.[4]
- Az Amiga Corporation 2020. július 15-én alakult meg,[5] és a szerzői jogok, védjegyek hivatalos birtokosa jelenleg az Egyesült Államokban[6] és az Európai Unióban.[7]

## Cégtörténet
Az utolsó Commodore kiadású 3.1-es Kickstarttal kompatibilis, azonban számos hibajavítást, funkcióbővítést tartalmazó 3.X sorozat először 1999-ben jelent meg. A legfontosabb újítás a nagyobb kapacitású merevlemezek támogatása volt, de a későbbiekben megjelent a Cloanto által kiadott Amiga Forever emulációs szoftvercsomag támogatása is. További frissítések jelentek meg a Kickstart ROM-hoz 2006-ban, 2014-ben és 2016-ban.
A Cloanto 2014. október 30-án CompactFlash kártyán adta ki a Workbench 3.1-et, majd november 3-án floppy lemezeken, melyeket elérhetővé tett az Amiga viszonteladóknál (pl. Vesalia, AmigaKit, Amigastore.eu).
2015. január 31-én kiadtak egy Workbench Disk Image Packot, mely a következőket tartalmazza:
ADF fájlok:
- Workbench 3.1 Floppy Disk készlet
- Workbench 2.1 Floppy Disk készlet
- Workbench 1.3 Floppy Disk készlet
- Kickstart 1.3 Floppy Disk (Amiga 1000-hez)
- Superkickstart 1.3+2.04 Floppy Disk (korai Amiga 3000-hez)
- Relokick 1.4a Floppy Disk (újabb rendszerek downgradeléséhez 1.3-re)

HDF fájlok:
- Workbench 3.1 Hard Disk
- Workbench 2.1 Hard Disk

2019. február 1-jén a korábbi jogtulajdonos, az Amiga Inc. átruházott minden jogot a Mike Battilana által alapított cégbe, a C-A Acquisition Corporation-be. Ez az alapvetően az akvizícióra megalapított cég 2020. július 15-én Amiga Corporationre változtatta nevét, mely Jay Miner időközben megszűnt, eredeti fejlesztőcégének volt a neve. A Hyperion Entertainmenttel fennálló jogvita lezárulta után tervezik szélesebb körű meghirdetését.
A Cloanto 2020 február végén engedélyt adott a Mega65 projekt számára, hogy a Commodore 65 prototípuson alapuló fejlesztésükhöz az eredeti Commodore C65 ROM-okat használják.

## Védjegyek, szerzői jogok
A cégcsoport a Commodore Amigához köthető összes szerzői jogot birtokolja, melyek 1993-ig keletkeztek. A megegyezés 2012-ben jött létre és a Commodore csődje utáni jogbirtokosokkal, a Gateway-jel és az Amiga Inc.-kel köttetett. Az Amigák mellett a Commodore által publikált összes dokumentum, videó, publikáció és rendszerszoftver a cég tulajdonába került, minden korabeli termékvonalat illetően, kivéve magát a "Commodore" védjegyet.
A cégcsoport az Amigához kapcsolódó végjegyek közül jelenleg az "Amiga", a "Workbench", az "Amiga Forever", valamint a klasszikus "Amiga pipa" és a "Boing Ball" védjegyek birtokosa.

## Termékek
- Kickstart 3.X – Amiga Kickstart ROM fájlban és/vagy EPROM-on[15]
- MenuBox – web applikáció futtatási környezet[16]
- AlphaShift/Accenti – olasz nyelvű szövegbeviteli rendszer[17]
- Amiga Forever – Amiga emulációs szoftverkörnyezet PC-re[18]
- Amiga Explorer – hálózati (soros, TCP/IP) adatátviteli szoftver[19]
- C64 Forever – Commodore 64 emulációs szoftverkörnyezet PC-re[20]